# 게오르기 플레하노프

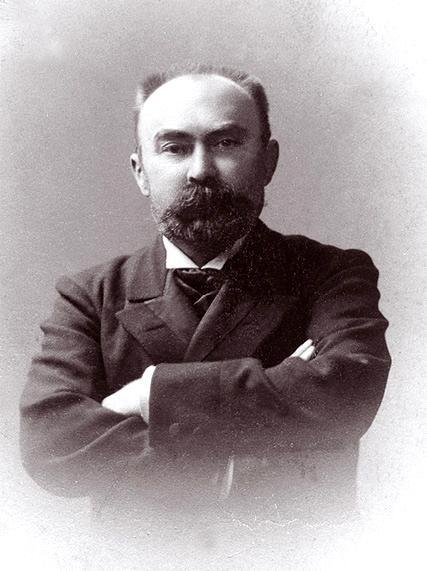
게오르기 플레하노프

게오르기 발렌티노비치 플레하노프(러시아어: Георгий Валентинович Плеханов, 1856년 12월 11일(율리우스력 11월 29일) ~ 1918년 5월 30일(율리우스력 5월 17일))는 러시아의 마르크스주의 이론가이며 혁명가로서, 러시아 마르크스주의 운동의 기초를 닦았다.

## 생애
플레하노프는 순수한 노동자 계급 출신은 아니다. 하층 귀족의 집안에서 태어나, 1873년 보로네시 군사학교를 졸업하고, 상트페테르부르크의 콘스탄티놉스크 사관학교를 졸업했다. 사관학교 졸업 후 대학에 진학했으나, 당시는 대학을 중심으로 인민주의 운동이 퍼져나가던 시기로, 이 운동에 참여했다가 퇴학당했다. 자진해서 학업을 그만두었다는 얘기도 있으나, 퇴학 쪽이 더 신빙성 있게 받아들여진다.

### 인민주의자 시절
본래 러시아의 인민주의 혁명운동은 농민 봉기를 통해 농업 사회주의 사회 건설을 목표로 삼았지만 플레하노프는 주로 도시 지역의 공장 노동자를 대상으로 활동했는데, 이때부터 마르크스주의의 영향을 받은 것으로 보인다. 1877년 토지와 자유당의 지도자로서 지하 정치 선동활동에 몰두하던 시절에 쓴 글에 일부에서 마르크스주의의 영향이 보이기 때문이다.
'토지와 자유당’은 1879년 정치 혁명을 최우선시하며 테러리즘을 가장 중요한 투쟁 수단으로 삼는 “인민의 의지파”와 다소 온건한 노선을 취하는 “흑토(黑土) 재분할파”로 분열됐는데, 플레하노프가 이끈 흑토 재분할파가 사회민주노동당의 모체가 되었으며, 토지와 자유당이 점차 테러리즘으로 기울자 플레하노프는 반(反)테러리스트 분파 그룹을 결성하여 대중선동을 계속했다.

### 망명과 러시아 마르크스주의 형성
플레하노프가 이끈 분파 활동은 오래 가지 못했으며 인민주의 세력에 대해 철저한 봉쇄가 가해지면서 1880년 플레하노프는 체포될 위기에 처하자 스위스 제네바로 망명한다. 플레하노프가 공식적으로 마르크스주의자가 된 것은 이 시기다. 1882년에 공산당 선언을 번역했으며, 1883년에는 마르크스주의에 기반한 노동자해방당을 조직한다. 이후 인민주의자들과 논쟁을 벌이면서 러시아 정통 마르크스주의 체계를 세워갔다. 플레하노프는 이후 여러 저서를 통해 자신의 옛 동료들인 나로드니키를 비판하는 한편, 혁명적 마르크스주의 신문 《이스크라 (불꽃)》를 레닌, 악셀로트 등과 함께 편집했으며, 이 신문을 통해 대중 정치 선동을 주도하였다.
1898년 3월 벨로루시의 민스크에서 러시아 공산당의 전신인 러시아 사회민주노동당의 결성을 주도한 것도 플레하노프였다. 시베리아에 유형 중이었던 레닌은 창당 대회에 참석하지 못했다. 이때만 해도 러시아 마르크스주의 운동의 주류는 플레하노프였고, 1900년 대 초까지만해도 그는 주요한 사상적 기반을 제공했던 핵심적 인물이었으나, 1900년대 이후 블라디미르 레닌의 볼셰비키와 플레하노프 사이에 상당한 의견차이가 발생하기 시작했다.
레닌의 아내는 플레하노프가 " 이미 20년이 넘어가는 망명생활로 인해 직접 러시아 노동자들과 접촉할 기회를 가지지 못했으며, 러시아 내의 마르크스주의 운동에 대해 피상적으로밖에 이해할 수 없었다"고 훗날 회고했다. 그러나 플레하노프의 철학은 레닌으로 이어졌고 러시아 정통 마르크스주의를 형성한다.
경제주의 논쟁을 통해 러시아 정통 마르크스주의의 특성이 두각되었다. 1900년대에 들어와 러시아 마르크스주의자들의 시급한 과제로 떠오른 것이 독자적 당건설이다. 1898년에 플레하노프 주도로 러시아 사회민주주의 노동당이 창당되었으나, 실제적인 역할은 거의 없었으며, 1903년 제2차 당대회를 통해 실질적인 창당을 하게 된다.
이때 사소해 보이는 논쟁으로 볼셰비키와 멘셰비키가 갈라진다. 이들은 당원자격에 대한 당 규약 제1조에 대해 의견차이를 보였던 것이다. 사소해 보이기는 하지만, 이것은 혁명적 전위정당이냐, 국민적 대중정당이냐의 노선 갈등이었던 것이다. 볼셰비키는 전자였고, 멘셰비키는 후자였다. 대중 정치 선동을 계속해왔던 플레하노프는 레닌과 결별하면서 멘셰비키에 가담했지만, 그의 선택은 실패한 선택이 되었다.
1917년 러시아 혁명이 발생하자 플레하노프도 40여 년 만에 조국으로 돌아왔다. 귀국한 플레하노프는 레닌과 대립각에 있던 멘셰비키를 선택하였다. 사회 진화 과정과 단계적 혁명론에서 멘셰비키와 의견이 일치한 것이다.

## 플레하노프의 철학과 사상

### 인식론
플레하노프의 인식론에는 독특한 측면이 있다. 앞으로 이뤄질 것에 대한 과학적 예측을 강조하는 것이다. 현상의 있는 그대로를 기초로 관찰하기보다는 그것이 앞으로 어떻게 변해가며 그렇게 변해가도록 하는 것은 무엇이냐에 중점을 두었다. 변증법적 사고의 특징적 요소이다. 즉, 현상은 일시적이며, 본질은 현실의 부정과 갈등속에서 그 극복과정속에서 나타나게 되는 것이다.

### 당조직론
플레하노프는 독자적 당조직의 중요성을 강조했다. 1890년대에서 1900년대초 러시아 마르크스주의자는 독자적 당조직을 갖고자 노력했다. 프롤레타리아는 모든 계급과 연합할 수 있으나, 프롤레타리아의 헤게모니는 관철되어야 하며 그럴 수 있다고 믿은 것이다. 이는 러시아 부르주아의 취약성에 근거한다. 전제권과 투쟁을 러시아 부르주아는 수행하지 못한다고 할 수 있다. 국가의 보호하에 성장했기 때문이다. 바로 이런 인식론에 기초해서 노동자 계급을 주축으로 혁명적 변혁을 통해서 러시아 역사가 이루어져 갈것이라고 보았다. 현단계에서는 300만정도 밖에 없는 노동자 계급이지만, 러시아에서 미래의 주도적 계급이 될 것이라고 주장했다. 이는 프롤레타리아의 헤게모니하에서 이루어져야 한다고까지 확대된다. 현 단계 사회경제적 상황만을 보아서는 역사의 발전방향을 제대로 파악하지 못한다고 여겼다.

### 역사관
플레하노프의 역사관은 엄격한 객관주의였다. 이 점은 레닌 등 플레하노프 이후에 형성된 러시아 정통 마르크스주의과 충돌되는 것으로 오히려 제2인터내셔널의 경제주의적 관점과 유사한 점이 있다. 역사의 발전이 사람의 의지와 희망에 따라 변화, 회피되는 것이 아니라 그 내재적, 자연적 법칙에 의해 모든 단계를 거치면서 발전해 나간다는 점이다. 인민주의자와 논쟁 속에서 이러한 그의 주장은 더욱 부각되었다. 그러한 법칙성을 지나치게 강조하여 나중에 볼셰비키나 레닌과 차이가 나게 된다. 계급 투쟁 등을 통해 그 역사발전과정을 촉진시킨다는 것이 플레하노프에게는 배제되었다. 경제적 실리적 이슈를 중시하는 것과 정치적 이슈를 중시하는 것은 동일시되었다.

### 정치투쟁 강조
플레하노프는 정치투쟁의 중요성을 강조했다. 마르크스주의자 그룹 내에서 두 가지 투쟁노선에 대한 갈등이 광범위하게 존재하고 있었다. 사회주의 국가 건설이 궁극적 목표이며 사회주의 사회를 건설한 후에 모든 문제가 해결될 수 있기에 정치투쟁을 강조했다. 이러한 문제에는 또 다른 중요한 문제가 결부되어 있었다.
바로 인텔리겐치아의 문제이다. 1890년대에 들어와서 러시아 인텔리겐치아는 노동운동과 연계하여 조직화해나가는 역할을 수행하고 있었다. 노동자 출신간 지도부와 밖으로부터 들어온 이들 인텔리겐치아 지도부간에 갈등이 생겨난 것이다. 레닌은 혁명적 지식인에 의한 사회주의적 의식 부여의 중요성을 강조했다. 그렇지 않으면 노동운동은 조합주의이상으로 발전하지 못한다고 보았으며, 노동자 계층과 그 운동의 자발성보다 혁명적 지식인의 역할을 중시했다. 플레하노프는 공산주의가 궁극적 목표이기는 하나 현 단계에서는 자본주의 혁명에 대해 강조했다. 이것은 레닌 중심의 볼셰비키와 결별되는 내용이다.
- 철학과의 어울림
- 프롤레타리아 헤게모니
- 정치투쟁의 강조(경제주의 논쟁 속에서 보다 구체화되었다)
- 인텔리겐치아의 중시(인민주의자와 논쟁을 통해 구체화되고 차별화되었다.)

이러한 것들이 플레하노프와 정통 러시아 마르크스주의과 공유점이다. 그러나 그의 의견이 전적으로 러시아 정통 마르크스주의과 일치하는 것은 아니다.